# حوزه انتخابیه هفتم تنسی
حوزه انتخابیه هفتم تنسی یک حوزه انتخابیه مجلس نمایندگان آمریکا است که در ایالت تنسی قرار دارد.